# Torralba (kommunhuvudort i Spanien, Kastilien-La Mancha, Provincia de Cuenca, lat 40,30, long -2,29)
Torralba är en kommunhuvudort i Spanien.   Den ligger i provinsen Provincia de Cuenca och regionen Kastilien-La Mancha, i den centrala delen av landet, 120 km öster om huvudstaden Madrid. Torralba ligger 910 meter över havet och antalet invånare är 181.
Terrängen runt Torralba är kuperad österut, men västerut är den platt. Runt Torralba är det mycket glesbefolkat, med 2 invånare per kvadratkilometer. Närmaste större samhälle är Priego, 16,5 km norr om Torralba. Trakten runt Torralba består till största delen av jordbruksmark.